# Requiem (Mozart)

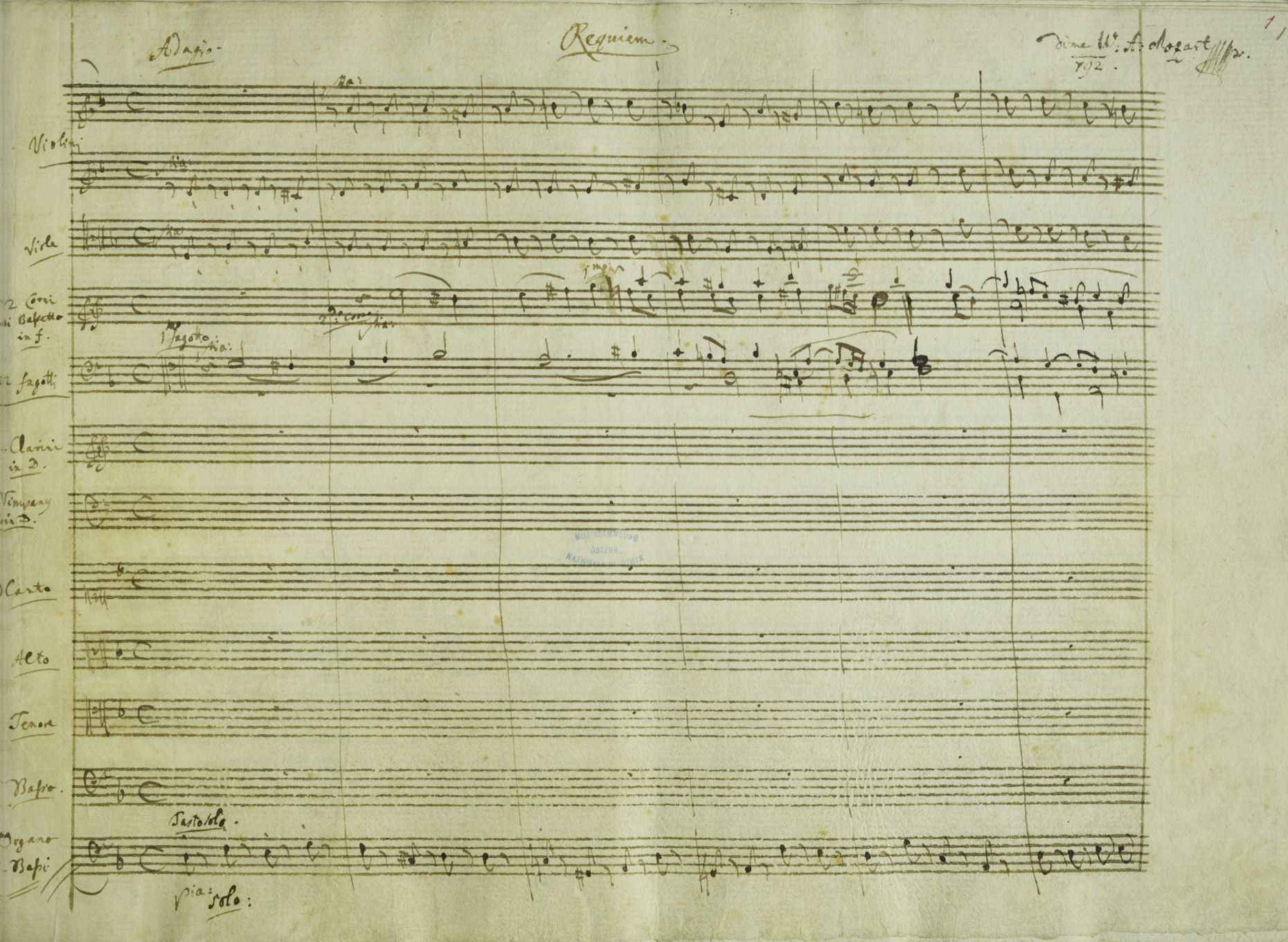
Manuscript van het eerste deel, tegenwoordig bewaard in de Österreichische Nationalbibliothek

Het Requiem in d-moll (KV 626) is de laatste, onvoltooid gebleven compositie van de Oostenrijkse componist Wolfgang Amadeus Mozart. Slechts één onderdeel van zijn compositieproject van de toonzetting van de teksten van de Latijnse Missa Defunctorum (dodenmis of requiem, naar de beginwoorden van het introïtus) heeft hij zelf voltooid.
Van het aansluitende Kyrie, een fuga, heeft hij alleen de vocale partijen en basso continuopartij volledig uitgeschreven, de orkestpartijen (nog) niet. Toch kan ook dit onderdeel van de totale compositie als voltooid worden beschouwd, want wanneer in 18de-eeuwse kerkmuziekcomposities de (strenge) fugavorm aan bod komt - wat bij het Kyrie van Mozarts requiem het geval is - volgt het orkest de zangpartijen meestal letterlijk. Bijgevolg hoeven de orkestpartijen niet uitgeschreven te worden in de compositiepartituur. Ook het tweede kyrie (in fis-moll) uit de Missa in h-moll van Johann Sebastian Bach staat op die wijze in de oorspronkelijke, handgeschreven netschriftpartituur genoteerd, net als de kyrie-fuga uit Mozarts Requiem als vijfstemmige compositie: voor vier vocale partijen (SATB) en met een ondersteunende basso continuopartij.
Dat het Requiem kon ontstaan en inmiddels tot de meest geliefde en gewaardeerde werken van Mozarts hele oeuvre wordt gerekend, is te danken aan zijn oud-leerling, vriend en collega Franz Xaver Süszmayr, die het afgebroken compositieproject van het Requiem op zeker moment ter hand nam en de meerstemmige muziek completeerde. Feitelijk gezien en strikt genomen bevat de Requiemcompositie zelfs meer Süßmayr dan Mozart. Tenminste, dat is wat de overlevering (persoonlijke brief van Süszmayr aan Constanze, Mozarts vrouw) ons moet doen geloven. Süszmayr was echter niet alleen Mozarts (niet zo geniale) leerling, maar tevens zijn kopiist, dus degene die Mozarts ideeën opschreef. Mozart werkte tegelijkertijd ook aan Die Zauberflöte en in flarden ook aan het Requiem. Süszmayr werkte die flarden vervolgens verder uit. Gezien de grote kwaliteit en de typische 'Mozart-stijl' van het gehele requiem rijst het vermoeden dat Süszmayr dus beschikte over een grote hoeveelheid notities die hem in staat stelden zijn taak te voltooien. Süszmayrs claim dat hij het merendeel zelf heeft gecomponeerd is dus zeer twijfelachtig.  
Mozart bedacht en schetste de hele Requiemcompositie vermoedelijk zowel voor als tijdens zijn laatste ziekbed in november en begin december 1791. Omdat het Requiem een bestelde compositie betrof, werd het werk op aandringen van Mozarts weduwe Constanze Mozart voltooid - het moest worden voltooid - in eerste instantie door Joseph Eybler maar later, in zijn geheel, door Süszmayrs, beiden vrienden en collega's van Mozart. Deze ontwikkeling heeft lange discussies omtrent de originaliteit van het stuk doen ontstaan.

## Anonieme opdrachtgever
Naast de muzikale kwaliteit is het muziekwerk ook bekend door het verhaal achter de mysterieuze opdrachtgever van Mozart.
In de loop van het jaar 1791 werd Mozart benaderd door een anonieme tussenpersoon die werkte voor de excentrieke graaf Franz von Walsegg. Via een tussenpersoon vroeg Von Walsegg Mozart om een toonzetting van het Requiem te schrijven, waarbij de helft van het totaalbedrag werd voorgeschoten. Von Walseggs vrouw Anna was op 14 februari 1791 gestorven, en als fervent muziekliefhebber wilde hij ter ere van haar een requiemcompositie ten gehore brengen tijdens een herdenkingsdienst. Het requiem moest anoniem worden afgeleverd, zodat Von Walsegg het voor eigen werk kon laten doorgaan.
Mozart hield zich bij het componeren van de requiemonderdelen uiteraard aan de Latijnse teksten van de klassieke requiemmis evenals aan de officiële volgorde ervan. Hij deed alleen afstand van het componeren van muziek bij de teksten van het graduale en de tractus: vermoedelijk op grond van aanwijzingen van Mozarts anonieme opdrachtgever, die hierbij aansloot bij plaatselijke uitvoeringsconventies waarbij deze onderdelen van de requiemmisvoering eenstemmig, in het gregoriaans, weerklonken.
Als voorbeeld voor zijn requiemtoonzetting hield Mozart het Requiem van Michael Haydn, de jongere broer van Joseph Haydn, voor ogen.
In de componeerfase van het requiem ging de gezondheid van Mozart sterk achteruit. Tot zijn dood op 5 december 1791 had Mozart alleen de opening, het introitus (het requiem aeternam) compleet met orkestpartijen en vocale partijen op papier staan. Alleen de vocale partijen en de basso continuopartij van het kyrie waren voltooid, evenals een belangrijk deel van het dies irae. Verder staan bij overige onderdelen van de Requiemcompositie meestal alleen maar aanzetten van enkele maten genoteerd: de 'reminders' voor latere uitwerking tot een compleet deel. In het overgeleverde compositiemateriaal van Mozarts hand ontbreken volledig (aanzetten van) het sanctus, het benedictus, het Agnus Dei en de communio.
Toen Süßmayr aan de completering van Mozarts onvoltooid nagelaten Requiemproject werkte, kan hij over origineel compositiemateriaal hebben beschikt. Maar het kan ook niet worden uitgesloten dat Süßmayr deze drie onderdelen helemaal op eigen kracht, in 'Mozartstijl', heeft gecomponeerd.

## Opbouw van het requiem
Het requiem bestaat uit veertien delen:
1. Introitus: Requiem aeternam
2. Kyrie Eleison
3. Dies Irae
4. Tuba Mirum
5. Rex tremendae Majestatis
6. Recordare, Jesu Pie
7. Confutatis Maledictis
8. Lacrimosa Dies Illa
9. Domine Jesu Christe
10. Hostias et Preces
11. Sanctus
12. Benedictus
13. Agnus dei
14. Communio: Lux Aeterna

Er is alleen een compositieschets van het Requiem bewaard gebleven, voor een fugatisch amen. Deze bevindt zich op een vel muziekpapier waarop Mozart ook schetsen maakte voor zijn opera Die Zauberflöte.
- Gemeinsame Normdatei: 300110464
- MusicBrainz work: 3b11692b-cdc7-4107-9708-e5b9ee386af3
- Virtual International Authority File: 178428929